# Championnat du Chili de football 1987
Navigation
Saison précédente Saison suivante
La saison 1987 du Championnat du Chili de football est la cinquante-cinquième édition du championnat de première division au Chili. Les seize meilleurs clubs du pays sont regroupés au sein d'une poule unique où ils s'affrontent deux fois au cours de la saison, à domicile et à l'extérieur. À la fin du championnat, les deux derniers du classement sont relégués et remplacés par les deux meilleurs clubs de Segunda División, la deuxième division chilienne tandis que le 14e doit passer par le barrage de promotion-relégation.
C'est le Universidad Católica qui remporte le championnat cette saison après avoir terminé en tête du classement final, avec dix points d'avance sur le tenant du titre, Colo Colo et onze sur le Club de Deportes Cobreloa. C'est le sixième titre de champion du Chili de l'histoire du club.

## Les clubs participants
- Colo Colo
- Universidad Católica
- CF Universidad de Chile
- Unión Española
- Club de Deportes Iquique
- Deportes Naval de Talcahuano
- Club de Deportes Cobreloa
- CD Arturo Fernandez Vial
- CD Everton de Viña del Mar
- Club de Deportes Cobresal
- CD San Luis de Quillota
- CSD Rangers
- Club Deportivo Palestino
- Club de Deportes Lota Schwager - Promu de Segunda División
- Club Deportes Concepción
- Club Deportivo Huachipato

## Compétition
Le barème utilisé pour établir le classement est le suivant :
- Victoire : 2 points
- Match nul : 1 point
- Défaite : 0 point

### Classement
| Rang | Équipe                          | Pts | J  | G  | N  | P  | Bp | Bc | Diff |
| ---- | ------------------------------- | --- | -- | -- | -- | -- | -- | -- | ---- |
| 1    | Universidad Católica            | 49  | 30 | 21 | 7  | 2  | 51 | 16 | +35  |
| 2    | Colo ColoT                      | 39  | 30 | 14 | 11 | 5  | 44 | 28 | +16  |
| 3    | Club de Deportes Cobreloa       | 38  | 30 | 13 | 12 | 5  | 44 | 32 | +12  |
| 4    | Club de Deportes CobresalC      | 34  | 30 | 11 | 12 | 7  | 44 | 38 | +6   |
| 5    | CF Universidad de Chile         | 31  | 30 | 10 | 11 | 9  | 49 | 33 | +16  |
| 6    | Deportes Naval de Talcahuano    | 30  | 30 | 10 | 10 | 10 | 39 | 33 | +6   |
| 7    | CD Everton de Viña del Mar      | 29  | 30 | 9  | 11 | 10 | 32 | 32 | 0    |
| 8    | CD Arturo Fernandez Vial        | 29  | 30 | 9  | 11 | 10 | 32 | 32 | 0    |
| 9    | Club Deportivo Palestino        | 29  | 30 | 9  | 11 | 10 | 46 | 57 | -11  |
| 10   | Club Deportivo Huachipato       | 28  | 30 | 10 | 8  | 12 | 30 | 37 | -7   |
| 11   | Club de Deportes Iquique        | 27  | 30 | 10 | 7  | 13 | 34 | 44 | -10  |
| 12   | Unión Española                  | 26  | 30 | 8  | 10 | 12 | 29 | 34 | -5   |
| 13   | Club Deportes Concepción        | 26  | 30 | 7  | 12 | 11 | 31 | 40 | -9   |
| 14   | Club de Deportes Lota SchwagerP | 26  | 30 | 9  | 8  | 13 | 24 | 33 | -9   |
| 15   | CSD Rangers                     | 25  | 30 | 9  | 7  | 14 | 34 | 47 | -13  |
| 16   | CD San Luis de Quillota         | 14  | 30 | 3  | 8  | 19 | 19 | 43 | -24  |

|  | Qualification pour la Copa Libertadores 1988                                     |
|  | Qualification pour la Liguilla pré-Libertadores                                  |
|  | Participation au barrage de promotion-relégation                                 |
|  | Relégation directe en Segunda División                                           |
|  | T : Tenant du titre C : Vainqueur de la Copa Chile P : Promu de Segunda División |

### Liguilla pré-Libertadores
Cette saison, le mode de qualification pour la Liguilla pré-Libertadores change. Ce sont les meilleurs clubs sur chacune des trois périodes de dix journées qui se qualifient. Si un club est déjà qualifié, c'est le dauphin sur cette période qui prend sa place. La quatrième place est réservée au vainqueur du Torneo Apertura d'avant-saison. La coïncidence veut que ce soit finalement les clubs classés de la 2e à la 5e place qui se qualifient pour la Liguilla, conformément aux critères utilisés jusqu'alors.
| Rang | Équipe                    | Pts | J | G | N | P | Bp | Bc | Diff |
| ---- | ------------------------- | --- | - | - | - | - | -- | -- | ---- |
| 1    | Colo Colo                 | 5   | 3 | 2 | 1 | 0 | 5  | 0  | +5   |
| 2    | Club de Deportes Cobreloa | 4   | 3 | 2 | 0 | 1 | 2  | 3  | -1   |
| 3    | CF Universidad de Chile   | 3   | 3 | 1 | 1 | 1 | 1  | 1  | 0    |
| 4    | Club de Deportes Cobresal | 0   | 3 | 0 | 0 | 3 | 0  | 4  | -4   |

|  | Qualification pour la Copa Libertadores 1988 |

### Barrage de promotion-relégation
Le 14e du classement, le Club de Deportes Lota Schwager affronte en barrage les deuxièmes des deux poules géographiques de Segunda División, Regional Atacama et le Club Deportivo O'Higgins. C'est O'Higgins qui s'impose en tête de la poule et qui accède ainsi à la Primera División la saison prochaine.

## Bilan de la saison
| Championnat du Chili de football 1987 |                                                                    |
| Champion                              | Universidad Católica (6e titre)                                    |
| Coupes et trophées                    |                                                                    |
| Vainqueur de la Coupe du Chili 1987   | Club de Deportes Cobresal                                          |
| Qualifications continentales          |                                                                    |
| Copa Libertadores 1988                | Universidad Católica                                               |
| Copa Libertadores 1988                | Colo Colo                                                          |
| Promotions et relégations             |                                                                    |
| Promus en Primera División            | Club Deportivo O'Higgins Deportes La Serena Deportes Valdivia      |
| Relégués en Segunda División          | Club de Deportes Lota Schwager CSD Rangers CD San Luis de Quillota |